# WWF The Wrestling Classic
The Wrestling Classic — PPV-шоу, производства американского рестлинг-промоушна World Wrestling Federation (WWF, ныне WWE). Шоу прошло 7 ноября 1985 года на «Розмонт Хорайзон» в Розмонте, Иллинойс, США. Это второе в истории промоушена PPV-шоу (после WrestleMania).

## Результаты
| №                                | Матч                                                            | Тип матча                  | Время |
| -------------------------------- | --------------------------------------------------------------- | -------------------------- | ----- |
| 1                                | Эдриан Адонис (с Джимми Хартом) победил Капрала Киршнера        | Первый раунд турнира       | 03:22 |
| 2                                | Динамит Кид победил Николая Волкова                             | Первый раунд турнира       | 00:09 |
| 3                                | Рэнди Сэвидж (с Мисс Элизабет) победил Ивана Путского           | Первый раунд турнира       | 02:47 |
| 4                                | Рикки Стимбот победил Дэйви Смита                               | Первый раунд турнира       | 02:53 |
| 5                                | Помойный пёс победил Железного Шейха                            | Первый раунд турнира       | 03:27 |
| 6                                | Мундог Спот победил Терри Фанка (с Джимми Хартом)               | Первый раунд турнира       | 00:27 |
| 7                                | Тито Сантана победил Великопного Мурако (с Мистером Фудзи)      | Первый раунд турнира       | 04:16 |
| 8                                | Пол Орндофф победил Боба Ортона по дисквалификации              | Первый раунд турнира       | 06:27 |
| 9                                | Динамит Кид победил Эдриана Адониса (с Джимми Хартом)           | Четвертьфинала турнира     | 06:00 |
| 10                               | Рэнди Сэвидж (с Мисс Элизабет) победил Рикки Стимбота           | Четвертьфинала турнира     | 04:00 |
| 11                               | Помойный пёс победил Mундог Спота                               | Четвертьфинала турнира     | 00:45 |
| 12                               | Тито Сантана и Пол Орндофф закончили матч по двойному отсчету   | Четвертьфинала турнира     | 08:00 |
| 13                               | Халк Хоган (c) победил Родди Пайпера по дисквалификации         | Матч за титул Чемпиона WWF | 07:00 |
| 14                               | Рэнди Сэвидж победил Динамит Кида                               | Полуфинал турнира          | 05:00 |
| 15                               | Помойный пёс победил Рэнди Сэвиджа (с Мисс Элизабет) по отсчету | Финал турнира              | 09:00 |
| (c) — чемпион на момент поединка |                                                                 |                            |       |